# Yankee Hill (Nebraska)
Yankee Hill es un lugar designado por el censo ubicado en el condado de Lancaster en el estado estadounidense de Nebraska. En el Censo de 2010 tenía una población de 292 habitantes y una densidad poblacional de 39,32 personas por km².

## Geografía
Yankee Hill se encuentra ubicado en las coordenadas 40°46′3″N 96°44′11″O / 40.76750, -96.73639. Según la Oficina del Censo de los Estados Unidos, Yankee Hill tiene una superficie total de 7.43 km², de la cual 7.43 km² corresponden a tierra firme y (0%) 0 km² es agua.

## Demografía
Según el censo de 2010, había 292 personas residiendo en Yankee Hill. La densidad de población era de 39,32 hab./km². De los 292 habitantes, Yankee Hill estaba compuesto por el 94.18% blancos, el 0% eran afroamericanos, el 0% eran amerindios, el 2.4% eran asiáticos, el 0% eran isleños del Pacífico, el 2.4% eran de otras razas y el 1.03% pertenecían a dos o más razas. Del total de la población el 5.14% eran hispanos o latinos de cualquier raza.